# Estação Estrada Parque
A Estação Estrada Parque é uma das estações do Metrô do Distrito Federal, situada em Águas Claras, entre a Estação Concessionárias e a Estação Praça do Relógio.

## História
A estação Estrada Parque foi uma das 29 apresentadas no projeto do Metrô do Distrito federal no início dos anos 1990. Suas obras foram iniciadas pelo consórcio Brasmetrô (Camargo Corrêa, Serveng Civilsan, Andrade Gutierrez, Mafersa/Alstom, CMW, Inepar e TCBR), durante a gestão de Joaquim Roriz em 1992. Inicialmente previsto para custar 700 milhões de dólares, a rede do metrô estourou o orçamento e foi abandonada entre 1995 e 1999 pela gestão seguinte de Cristovam Buarque até ser retomada, agora custando 1,17 bilhão de dólares e precisando de mais 597 milhões de dólares para ser concluída. Para diminuir os custos, as obras de algumas estações foram paralisadas, incluindo-se a da estação Estrada Parque. O argumento para a paralisação foi a ausência de demanda na região. O Metrô DF aguardou durante anos o adensamento populacional na região para retomar as obras da estação.
No dia 8 de novembro de 2017, a Companhia do Metropolitano do Distrito Federal (Metrô DF) abriu uma licitação para a conclusão das obras da estação, que devem durar seis meses. Falta ser feito, dentre outras coisas, a urbanização do acesso e do entorno da estação, a adequação de acessibilidade e a readequação das instalações elétricas e hidrossanitárias. As obras foram retomadas pela gestão Rollemberg em 15 de fevereiro de 2018, a um custo de 23 milhões de reais. A empresa contratada para realizar a obra,  Via Engenharia, faz parte do rol das investigadas pelas operações Lava-Jato e Panatenaico
Após 22 meses em obras, o Governo do Distrito Federal anunciou a inauguração da estação para o dia 6 de janeiro de 2020.